# Dallas Mavericks
Die Dallas Mavericks (oft Mavs abgekürzt) sind ein Team der nordamerikanischen Basketball-Profiliga NBA. In der Spielzeit 2010/11 gewannen die Mavericks ihre erste NBA-Meisterschaft.

## Geschichte

Logo der Mavericks bis 2001

### Gründung der Mavericks
Die Basketball-Tradition in der texanischen Stadt Dallas wurde 1967 durch die Dallas Chaparrals, ein Gründungsmitglied der American Basketball Association (ABA), begründet. Der Basketballsport fand in den Folgejahren jedoch wenig Zuspruch in Dallas, woraufhin die Chaparrals nach San Antonio umzogen und schließlich 1976 unter dem Namen San Antonio Spurs in die National Basketball Association (NBA) eingegliedert wurden. Vor diesem Hintergrund baten die beiden Geschäftspartner Don Carter und Norm Sonju die Verantwortlichen der NBA 1979 um Erlaubnis, ein neues Basketball-Franchise in Dallas aufbauen zu dürfen.
Daraufhin wurde im Rahmen des NBA All-Star Games 1980 der Aufnahme eines neuen Teams zugestimmt und die Franchise-Eigner entrichteten eine Beitrittsgebühr von 12 Millionen US-Dollar, um ab der Saison 1980/81 am Spielbetrieb teilzunehmen. Der Name des neuen Teams wurde in Anlehnung an die Western-Serie Maverick gewählt, wodurch es zu Streitigkeiten mit der University of Texas at Arlington kam, die diesen Namen ebenfalls nutzte. Trotzdem wurden die Mavericks in die Midwest Division der Western Conference eingegliedert.

### Aufstieg zum Favoriten (1980–1990)
Als erster Headcoach wurde Dick Motta, der die Washington Bullets in der Saison 1977/78 zur Meisterschaft geführt hatte, engagiert. Mit dem ersten Draftpick ihrer Geschichte zogen die Mavericks im NBA-Draft 1980 den gebürtigen Wiesbadener Kiki Vandeweghe. Vandeweghe weigerte sich jedoch, für das Franchise aufzulaufen und wurde im Austausch für die Rechte an zwei zukünftigen Draftpicks zu den Denver Nuggets eingetauscht. Mit diesen Picks wurden später Rolando Blackman und Sam Perkins gedraftet. Ein weiteres Ereignis stellt die Verpflichtung von Mark Aguirre, dem ersten Pick des NBA-Drafts 1981, dar.
Verglichen mit anderen Teams, die erfahrungsgemäß lange zum Aufbau einer schlagkräftigen Mannschaft benötigten, erreichten die Mavericks bereits 1984 erstmals die Playoffs. Angeführt von den jungen Spielern wie Aguirre und Blackman, scheiterten die Mavericks erst in der zweiten Runde an den Los Angeles Lakers.
Man bewies eine gute Wahl in den NBA-Drafts und verstärkte sich unter anderem mit Derek Harper, Dale Ellis (beide 1983), Sam Perkins (1984), Detlef Schrempf (1985) und Roy Tarpley (1986), die allesamt zum Kern der Mannschaft gehörten. Zwischen 1984 und 1988 erreichten die „Mavs“ regelmäßig die Playoffs, 1988 das Western-Conference-Finale, wo sie erst nach sieben Spielen knapp gegen den späteren Meister, die Los Angeles Lakers, unterlagen.
Im Jahr darauf verstärkte sich die Mannschaft mit der „Scoring-Maschine“ Adrian Dantley, der im Austausch für Aguirre von den Detroit Pistons kam. Schrempf wechselte hingegen für Herb Williams zu den Indiana Pacers. Die Umstellung der Mannschaft und die Tatsache, dass Tarpley nur 19 Spiele absolvierte, führte dazu, dass die Mavericks die Endrunde 1989 verpassten. Mit Blackman, Harper, Dantley, Perkins und Tarpley erreichten sie 1990 noch einmal die erste Playoff-Runde, ehe der schleichende Umbruch der Mannschaft einsetzte.

### Chronische Erfolglosigkeit (1991–1999)
1991/92 hatten die Stars der Mavericks, Blackman, Harper und Williams bereits die 30 Jahre überschritten. Sam Perkins verließ die Mannschaft Richtung Lakers. Der größte Hoffnungsträger Tarpley hingegen wurde von der NBA aufgrund von Drogenmissbrauch für mehrere Jahre gesperrt und kehrte erst 1994 zu den Mavericks zurück. Nach einem erneuten Vorfall 1995 wurde Tarpley lebenslang von der NBA gesperrt.
Auch sportlich hatten die Mavericks lange keinen Erfolg. Ohne die zu den New York Knicks gewechselten Blackman und Harper schloss die Mannschaft die Saison 1992/93 mit nur elf Siegen, 1993/94 mit 13 Siegen ab. Die schlechten Bilanzen der vergangenen Jahre hatten jedoch hohe Draftpositionen in den NBA-Drafts zur Folge. So zogen die Mavericks mit Jim Jackson (1992), Jamal Mashburn (1993) und Jason Kidd (1994) drei junge Spieler, die in der Saison 1994/95 für Furore sorgten. Ehrfürchtig wurde das Trio „The 3 J’s“ oder „Triple J“ genannt.
Besonders Kidd imponierte vielen Experten mit seinem hohen Spielverständnis und wurde neben Grant Hill zum Co-Rookie of the Year ausgezeichnet. Die Mannschaft steigerte sich auf 36 Siege, konnte sich jedoch nicht für die Playoffs qualifizieren.
Entsprechend ging die Mannschaft mit gewachsenen Erwartungen in die neue Saison, erreichte jedoch nur 26 Siege. Mashburn verletzte sich schwer und bestritt nur 18 Spiele. Hinzu kamen Unstimmigkeiten zwischen den jungen Stars Jackson, Kidd und Mashburn. Dies führte dazu, dass das Management sich entschied, alle drei Spieler während der Saison 1996/97 zu verkaufen. Mashburn wurde zu den Miami Heat abgegeben, Jackson zu den New Jersey Nets und Jason Kidd zu den Phoenix Suns. Im Gegenzug erhielten die Mavericks unter anderem Michael Finley und Shawn Bradley. Mit dem Weggang des „Triple J“-Trio fielen die Mavericks wieder in die Bedeutungslosigkeit zurück. Während der nächsten beiden Spielzeiten gewannen die Mavericks nur 44 von 132 Spielen. Erst mit der Verpflichtung von Steve Nash und Dirk Nowitzki während des NBA-Drafts 1998 begann eine neue sportliche Ära für die Mannschaft. Bereits in der NBA-Saison 1999/2000 erreichten die Mavericks, angeführt von Nowitzki, Nash und Finley, 40 Siege und verpassten die Playoffs nur knapp.

### Playoffs-Dauerteilnehmer und Beginn der Ära Cuban (2000–2010)
In der Saison 1999/2000 übernahm der Milliardär Mark Cuban das Team für 285 Millionen US-Dollar und machte die Mavericks mit großem emotionalen und finanziellen Engagement zu einem der besten Vereine der Liga. Cuban war es, der seinem Verein ein eigenes Flugzeug (Boeing 757) spendierte.
Seit 2001 konnten sich die Dallas Mavericks jedes Jahr für die Playoffs qualifizieren und hatten in jeder Saison mindestens 50 Siege. 2003 erreichten sie erstmals seit Ende der 80er Jahre wieder die Conference Finals. Bisheriger Höhepunkt der Team-Geschichte war der Gewinn der NBA-Meisterschaft 2011 gegen die Miami Heat (4:2) und somit eine gelungene Revanche für die NBA Finals 2006, in denen sie von den Miami Heat 4:2 bezwungen wurden, nachdem sie bereits mit 2:0 vorne lagen und im dritten Spiel kurz vor Schluss zweistellig führten.

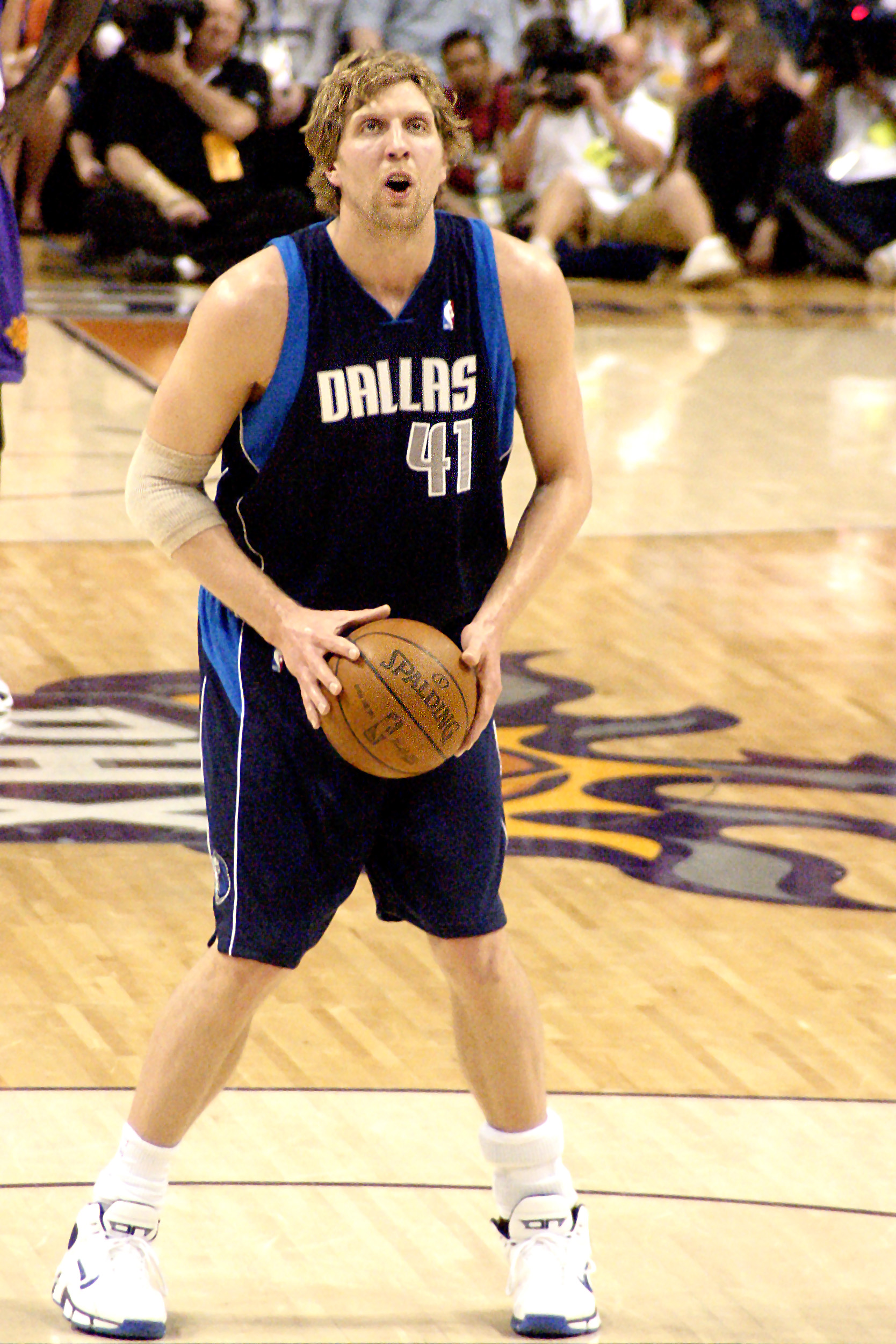
Dirk Nowitzki gilt mittlerweile als bester Spieler der Mavs-Geschichte

Nachdem die Saison 2006/07 mit vier Niederlagen in Folge sehr schlecht für die Mavericks begonnen hatte, konnten sie in den darauffolgenden 68 Spielen (bis 31. März 2007) 61 Siege feiern. Ein Rekord, der noch von keinem Team im US-amerikanischen Profisport (Basketball, American Football, Eishockey, Baseball) aufgestellt werden konnte. Vereinsrekorde 2007 waren: 17 Siege (bis 12. März 2007) und 23 Heimsiege in Folge (bis 7. März 2007). Zusätzlich hierzu konnten die Mavericks in der laufenden Saison drei Serien von mindestens zwölf gewonnenen Spielen aufstellen, was einen NBA-Rekord darstellt.
In den Playoffs hingegen schieden die Mavs als Führender der Western Conference völlig überraschend gegen die auf Platz acht gesetzten Golden State Warriors mit 2:4 aus, was eine der größten Sensationen der NBA-Playoff-Geschichte war.
Nach einer durchwachsenen Saison 2007/08 mit Platz sieben nach der regulären Saison schied Dallas in den Playoffs wieder in der ersten Runde aus, was zu einem Trainerwechsel führte. Avery Johnson verließ die Mavericks und wurde durch Rick Carlisle ersetzt, der in der Saison 2001/02 als Trainer der Detroit Pistons zum Coach of the Year in der NBA gekürt wurde.
Auch die Saison 2008/09 verlief für die Mavericks durchwachsen. Platz sechs in der Regular Season erreichten die Mavericks erst durch einen starken Schlussspurt. Nach einem 4:1-Sieg in der ersten Runde gegen die San Antonio Spurs waren sie im Conference-Halbfinale gegen die Denver Nuggets um Carmelo Anthony und Chauncey Billups jedoch chancenlos und unterlagen 1:4.
Vor und während der Saison 2009/10 vollzogen die Mavericks einige Spielerwechsel, so sicherten sie sich die Dienste von Shawn Marion sowie von Brendan Haywood, Caron Butler und DeShawn Stevenson und gaben dafür Josh Howard und weitere Spieler ab. Nach einer guten Regular Season, die sie im Westen hinter den Los Angeles Lakers auf Platz zwei abschlossen, schieden sie in der ersten Runde überraschend gegen die San Antonio Spurs aus.
Laut dem Forbes Magazine sind die Mavericks mit ungefähr 466 Millionen US-Dollar momentan das siebtteuerste Franchise der NBA.

### Erstmals NBA-Meister (2010–2018)
Vor der Saison 2010/11 verpflichteten die Mavericks den Center Tyson Chandler, um die Defensive zu stärken. Nach dem Gewinn des zweiten Conferencetitels im Finale der Western Conference im Mai 2011 gewann Dallas gegen die Miami Heat die NBA Finals 2011. Am 12. Juni 2011 konnten die Mavericks die Best-of-Seven-Serie mit 4:2 für sich entscheiden und wurden so erstmals Meister der NBA. MVP der Finals wurde Dirk Nowitzki.

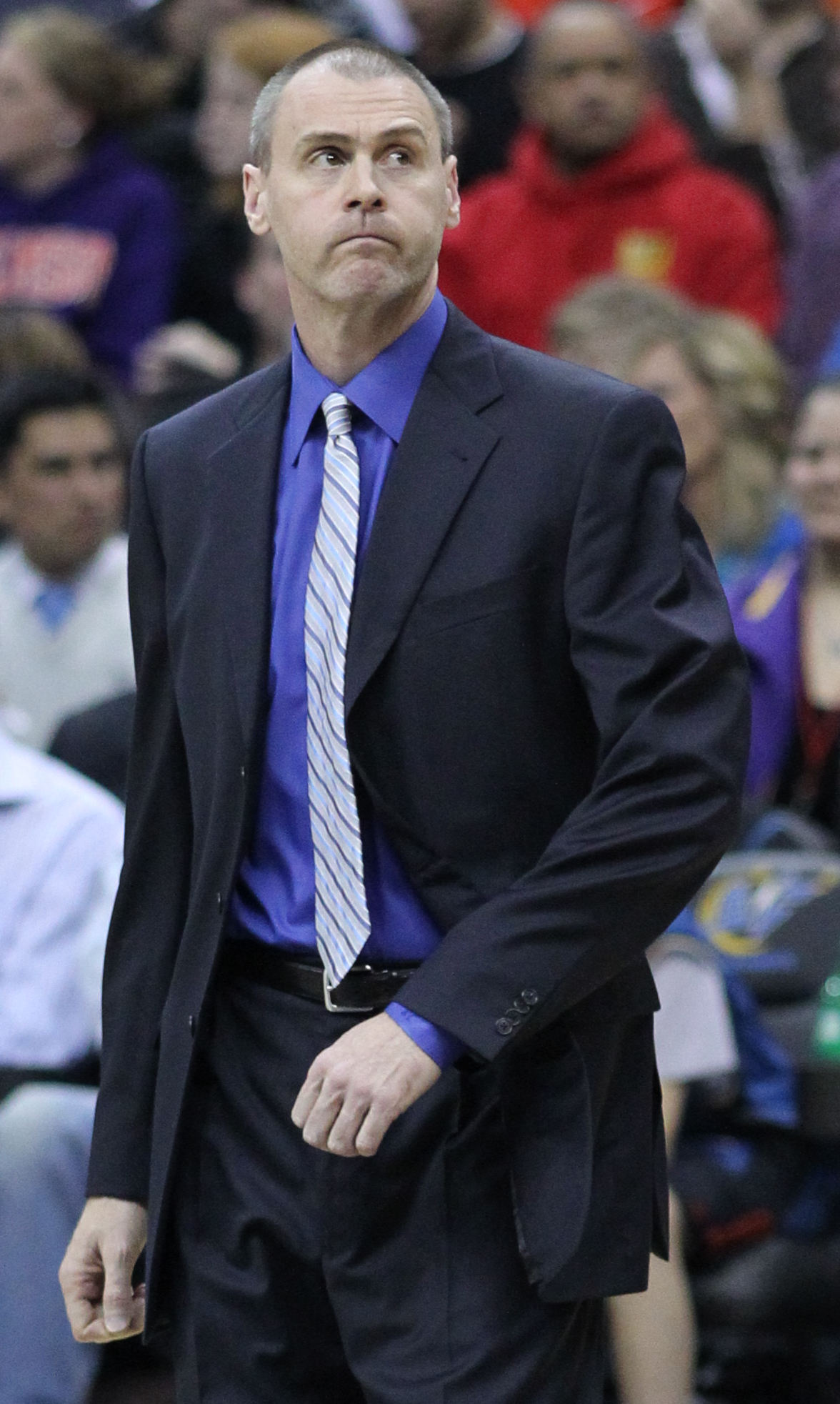
Headcoach Rick Carlisle führte die Mavs 2011 zur NBA-Meisterschaft.

Nach der Saison verließen mit Caron Butler, J. J. Barea und Tyson Chandler drei wichtige Spieler das Team. Außerdem wurden Rudy Fernández und Corey Brewer nach Denver geschickt. Mark Cuban entschied sich zu diesem Schritt um dem Team nach der Saison 2011/12 genug Platz unter der Gehaltsobergrenze zu schaffen und wenigstens einen weiteren Star nach Dallas holen zu können. Verstärkt wurde das Team am Beginn der Saison 2011/12 unter anderem mit Lamar Odom, Vince Carter und Delonte West. Kurz vor Saisonende trennten sich die Mavericks von Odom und setzten ihn auf die Liste inaktiver Spieler. Nachdem die Mavericks die reguläre Saison auf einem enttäuschenden siebenten Platz der Western Conference abgeschlossen hatten, verloren sie in der ersten Runde der Playoffs gegen die auf Platz zwei gesetzten Oklahoma City Thunder in vier Spielen. Seit dem Ausscheiden der Miami Heat in den Playoffs 2007 verlor kein amtierender Meister mehr in vier Spielen in der ersten Runde.
Vor der Saison 2012/13 wurde Tyler Zeller in der ersten Runde gedraftet und noch am selben Abend zusammen mit Kelenna Azubuike gegen die Rechte an Jared Cunningham, Bernard James und Jae Crowder getauscht. In einem weiteren Trade war der am Ende der Vorsaison aus dem Kader gestrichene Lamar Odom involviert, der zu den Los Angeles Clippers geschickt wurde, wo er einst seine Karriere begonnen hatte. Außerdem verließen mit Jason Terry (Boston Celtics) und Jason Kidd (New York Knicks) zwei Leistungsträger das Team und es wurde die sogenannte „Amnestieklausel“ genutzt, um Brendan Haywood zu entlassen. Indes gelang es Teambesitzer Cuban nicht, die Stars Dwight Howard und Deron Williams nach Dallas zu holen, für die er ein Jahr zuvor Platz unter der Gehaltsobergrenze geschaffen hatte. Dennoch wurde der Kader der Mavericks unter anderem mit Chris Kaman, Darren Collison, Elton Brand und O. J. Mayo verstärkt. Dahntay Jones, der zu Saisonbeginn zu den Mavericks kam, wurde am 21. Februar 2013 gegen Anthony Morrow getradet. Zum ersten Mal nach dem Erwerb des Franchises durch Mark Cuban, befanden sich die Mavericks unter der Luxussteuergrenze. Am 14. Dezember 2012 endete im Spiel gegen die Toronto Raptors eine seit Februar 1999 andauernde, ligaweite Rekordserie mit 1.108 Spielen in Folge, in denen das Team mindestens einen Dreipunktewurf verwandeln konnte. Am 22. Februar 2013 gelang im Heimspiel gegen die New Orleans Hornets mit 17 Blocks ein neuer Franchise-Rekord. Erstmals seit der Saison 1999/2000 konnten die Playoffs nicht erreicht werden.
Zu Beginn der Saison 2013/14 gab es einige Veränderungen im Kader. Darren Collison und O. J. Mayo verließen ebenso wie Elton Brand und Chris Kaman die Mavericks. Dafür kamen José Calderón (Vierjahresvertrag), Monta Ellis und Gal Mekel (jeweils Dreijahresverträge), Samuel Dalembert und Wayne Ellington (beide Zweijahresverträge) sowie DeJuan Blair und Devin Harris (jeweils Einjahresverträge) neu ins Team. Am Draft-Tag wurden außerdem Shane Larkin und Ricky Ledo verpflichtet. Die Mavericks konnten sich erst im vorletzten Saisonspiel den Einzug in die Playoffs sichern, wo man bereits in der ersten Runde gegen die topgesetzten San Antonio Spurs in sieben Spielen ausschied.
Während des Sommers 2014 verstärkten sich die Mavericks mit Chandler Parsons von den Houston Rockets. Über einen Trade wurde Centerspieler Tyson Chandler wieder von den New York Knicks zurückgeholt, Calderón verließ das Team in Richtung New York. Ebenso verstärkten sich die Mavericks mit Al-Farouq Aminu, Richard Jefferson und Jameer Nelson. Vince Carter und Shawn Marion verließen dagegen die Mavericks. Im Dezember 2014 verstärkten sich die Mavericks überraschend mit dem mehrmaligen All-Star Point Guard Rajon Rondo, der von den Boston Celtics in einem Spielertransfer kam. Im Gegenzug wechselten Nelson, Brandan Wright, Jae Crowder, sowie mehrere Draftpicks zu den Celtics. Jedoch konnte sich Rondo nicht wie erhofft in den Kader der Mavericks einfügen und hatte Probleme sich an das System von Rick Carlisle zu gewöhnen. Als weitere Verstärkung stieß im Frühjahr 2015 Forward Amar'e Stoudemire zum Team, der zuvor von den New York Knicks entlassen worden war. Mit 50 Siegen und 32 Niederlagen beendeten die Mavericks die reguläre Saison auf Platz 7 der Western Conference und trafen in den Playoffs auf den texanischen Rivalen Houston Rockets. Gegen die Rockets mit James Harden und Dwight Howard schieden die Mavericks mit 1:4 Siegen in der ersten Runde der Playoffs aus.
Über den Sommer 2015 verstärkte man sich mit Wesley Matthews, Deron Williams und Zaza Pachulia. Rondo und Stoudemire verließen die Mavericks dagegen wieder. Dallas schloss die Saison mit 42 Siegen auf dem sechsten Platz in der Western Conference ab. In den Playoffs traf man in der ersten Runde auf die Oklahoma City Thunder, gegen die man mit 1:4 ausschied. Für die Saison 2016/17 verstärkte man sich mit Harrison Barnes und Andrew Bogut von den Golden State Warriors. Nachdem die Mavericks zur Mitte der Saison keine Aussicht mehr auf die Playoffs hatten, starteten sie eine Teilumstrukturierung mit jüngeren Spielern. Die Mavs tauschten Bogut für den jungen Center Nerlens Noel zu den Philadelphia 76ers und verpflichtete jüngerer Spieler wie Yogi Ferrell und Seth Curry. Dafür wurde Deron Williams entlassen. Die Playoffs wurden deutlich verpasst. Im NBA-Draft 2017 verstärkten sich die Mavericks mit dem jungen Point Guard Dennis Smith, Jr., der an 9. Stelle ausgewählt wurde. Außer ihm verstärkte mit Maxi Kleber ein weiterer Deutscher neben Nowitzki die Mavericks. Man konnte jedoch zum zweiten Mal in Folge die Playoffs nicht erreichen und verschlechterte sich im Vergleich zum Vorjahr, in dem ihnen mit 24 Siegen neun Siege weniger gelangen als in der Saison zuvor.

### Ära Dončić (2018–2025)
Zur Saison 2018/19 konnte das Team im Draft das slowenische Talent Luka Dončić in die Mannschaft holen. Dončić wurde in der letzten Saison Nowitzkis Rookie of the Year. In der Folgesaison 2019/20, nach 21 Jahren der ersten ohne Nowitzki, konnte Dončić aus dessen Schatten treten und das Team wurde zu einer der Top-Mannschaften der Western Conference. Am 23. Januar 2020 erzielte das Team im Spiel gegen die Portland Trail Blazers 22 Dreier. In der Summe kamen beide Teams auf 43 Dreier, womit der bisherige NBA-Rekord eingestellt wurde.
Die Saison 2020/21 beendeten die Mavericks mit einer Bilanz von 42:30 auf Platz 5 der Western Conference und qualifizierten sich somit für die Playoffs. Luka Dončić spielte dabei erneut eine starke Saison und erzielte im Schnitt 27,7 Punkte pro Partie, damit war er sechstbester Scorer der Liga.
In der 1. Runde trafen die Mavs auf die Los Angeles Clippers. Trotz einer 2:0-Führung verloren die Mavs die Serie knapp mit 3:4 Siegen. Eine Besonderheit war, dass die ersten sechs Spiele der Serie jeweils vom Auswärtsteam gewonnen wurden.
Die Saison 2021/22 schlossen die Mavericks als 4. der Western Conference ab und qualifizierten sich erneut für die Playoffs.
Nach einem Sieg über die Utah Jazz, spielten die Mavs in Runde 2 gegen die topgesetzten Suns. Nachdem die Suns nach Heimsiegen 2:0 in Führung gingen, drehte Dallas die Serie und gewann das entscheidende siebte Spiel in Phoenix deutlich.
Erst im Western-Conference-Finale scheiterte man recht deutlich an den Golden State Warriors mit 1:4. Dončić spielte sehr starke Playoffs und erzielte in 15 Partien durchschnittlich 31,7 Punkte und 9,8 Rebounds.
In der Saison 2022/23 holten die Mavericks durch einen Trade im Februar den Guard Kyrie Irving ins Team. Trotz der Verstärkung verpassten sie die Playoffs. In der darauffolgenden Saison sicherten sie sich den fünften Platz in der Western Conference und erreichten durch Siege über die Los Angeles Clippers, Oklahoma City Thunder und Minnesota Timberwolves die Finalserie gegen die Boston Celtics. Diese verloren sie mit 4:1.

### Ende der Ära Dončić (seit 2025)
Am 1. Februar 2025 gaben die Dallas Mavericks bekannt, Luka Dončić im Austausch gegen Anthony Davis zu den Los Angeles Lakers zu traden. Im Rahmen dessen gaben die Mavericks auch Maximilian Kleber und Markieff Morris ab und erhielten im Gegenzug Max Christie und den First-Round Pick der Los Angeles Lakers im NBA Draft 2029.

## Aktueller Kader
| Nr. | Nat.               | Name                    | Position       | Geburt     | Größe  | Info | College          |
| --- | ------------------ | ----------------------- | -------------- | ---------- | ------ | ---- | ---------------- |
| 0   | Australien         | Dante Exum              | Guard          | 13.07.1995 | 196 cm |      | Australien       |
| 00  | Vereinigte Staaten | Max Christie            | Guard          | 10.02.2003 | 196 cm |      | Michigan         |
| 1   | Vereinigte Staaten | Jaden Hardy             | Guard          | 05.07.2002 | 191 cm |      | Coronado HS (NV) |
| 2   | Vereinigte Staaten | Dereck Lively II        | Center         | 12.02.2004 | 216 cm |      | Duke             |
| 3   | Vereinigte Staaten | Anthony Davis           | Forward/Center | 11.03.1993 | 208 cm |      | Kentucky         |
| 7   | Kanada             | Dwight Powell           | Forward/Center | 20.07.1991 | 208 cm |      | Stanford         |
| 8   | Kanada             | Olivier-Maxence Prosper | Forward        | 03.07.2002 | 193 cm |      | Marquette        |
| 10  | Vereinigte Staaten | Brandon Williams        | Guard          | 22.11.1999 | 185 cm |      | Arizona          |
| 11  | Vereinigte Staaten | Kyrie Irving            | Guard          | 23.03.1992 | 201 cm |      | Duke             |
| 13  | Vereinigte Staaten | Naji Marshall           | Forward        | 24.01.1998 | 201 cm |      | Xavier           |
| 16  | Vereinigte Staaten | Caleb Martin            | Forward        | 28.09.1995 | 196 cm |      | Nevada           |
| 20  | Vereinigte Staaten | Kessler Edwards         | Forward        | 09.08.2000 | 201 cm | G    | Pepperdine       |
| 21  | Vereinigte Staaten | Daniel Gafford          | Forward/Center | 01.10.1998 | 208 cm |      | Arkansas         |
| 23  | Bahamas            | Kai Jones               | Forward/Center | 19.01.2001 | 211 cm | G    | Texas            |
| 25  | Vereinigte Staaten | P. J. Washington        | Forward        | 23.08.1998 | 201 cm |      | Kentucky         |
| 26  | Vereinigte Staaten | Spencer Dinwiddie       | Guard          | 06.04.1993 | 196 cm |      | Colorado         |
| 31  | Vereinigte Staaten | Klay Thompson           | Guard/Forward  | 08.02.1990 | 201 cm |      | Washington State |

| Nat.               | Name              | Position                              |
| ------------------ | ----------------- | ------------------------------------- |
| Vereinigte Staaten | Jason Kidd        | Head Coach                            |
| Vereinigte Staaten | Darrell Armstrong | Assistenzcoach                        |
| Vereinigte Staaten | Josh Broghamer    | Assistenzcoach                        |
| Vereinigte Staaten | Jared Dudley      | Assistenzcoach                        |
| Vereinigte Staaten | Eric Hughes       | Assistenzcoach                        |
| Vereinigte Staaten | Alex Jensen       | Assistenzcoach                        |
| Slowenien          | Marko Milič       | Assistenzcoach                        |
| Vereinigte Staaten | Sean Sweeney      | Assistenzcoach                        |
| Vereinigte Staaten | Keith Veney       | Assistenzcoach                        |
| Vereinigte Staaten | God Shammgod      | Assistenzcoach für Spielerentwicklung |

| Abk. | Bedeutung                       |
| ---- | ------------------------------- |
| Nr.  | Trikotnummer                    |
| Nat. | Nationalität                    |
| C    | Mannschaftskapitän              |
| R    | Rookie                          |
| G    | Two-way contract                |
| FA   | Free Agent                      |
|      | Verletzungsbedingte Inaktivität |

## Ehrungen und nennenswerte Leistungen

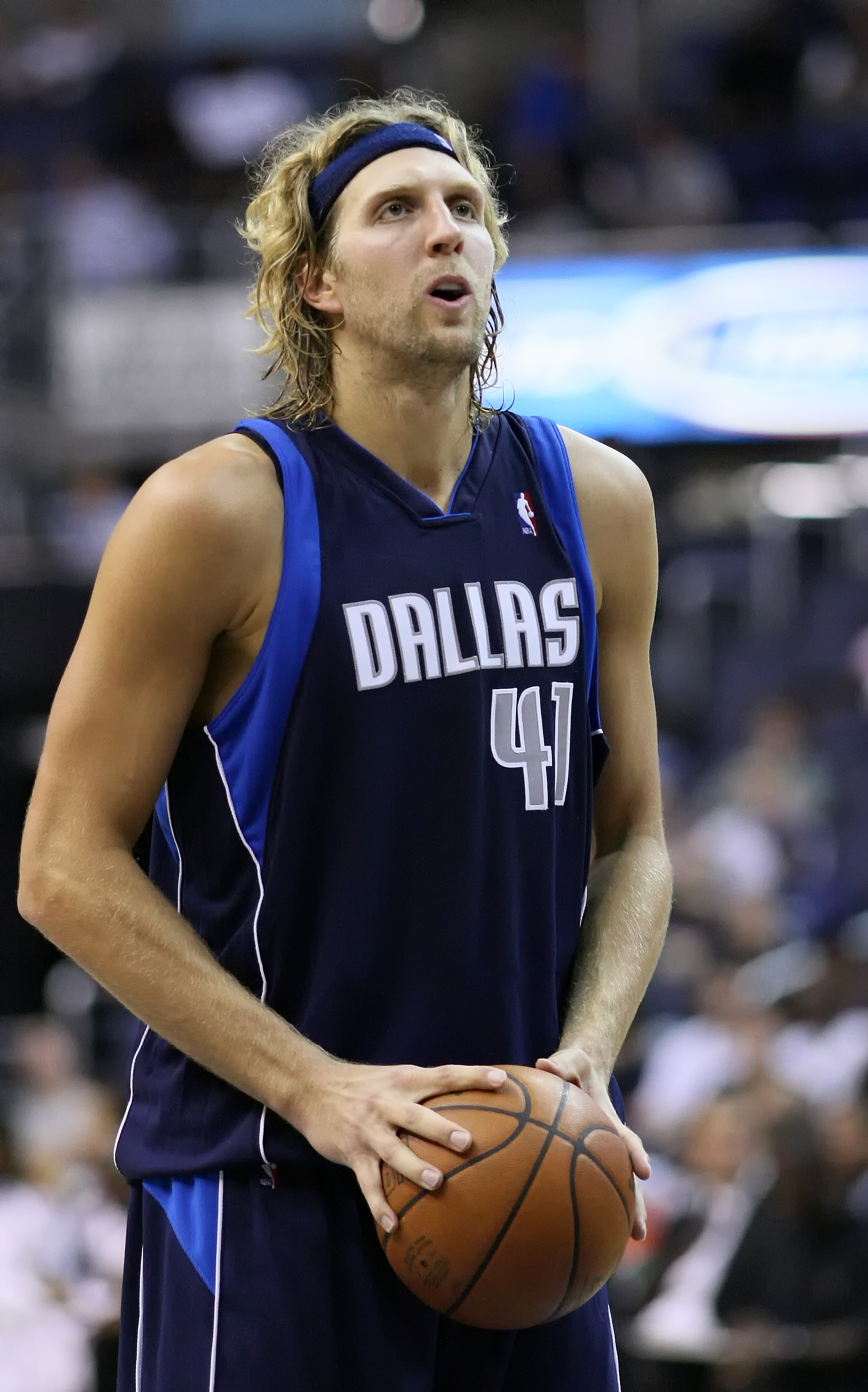
Dirk Nowitzki, NBA-MVP 2007 und NBA-Champion 2011.

Der bedeutendste Spieler in der Geschichte der Mavericks ist Dirk Nowitzki. Nowitzki stand von 1998 bis 2019 im Kader der Mavs und wurde hauptsächlich als Power Forward eingesetzt. Zwischen 2002 und 2012 sowie 2014, 2015 und 2019 wurde er insgesamt 14 mal ins NBA All-Star Team gewählt. Seine wertvollste individuelle Auszeichnung erhielt er am Ende der Saison 2006/07, als er mit dem NBA Most Valuable Player Award ausgezeichnet wurde. Zudem wurden seine Verdienste um den Titelgewinn der Mavericks in der Saison 2010/11 mit dem NBA Finals MVP Award honoriert. Trotz anderer verdienter Spieler wie die Hall of Famer Steve Nash und Jason Kidd wird in erster Linie er als Galionsfigur des Franchise betrachtet. Nachdem die Dallas Mavericks erklärt hatten, die Rückennummer 41 zukünftig nicht mehr zu vergeben, wurde eine entsprechende Zeremonie während des Heimspiels gegen die Golden State Warriors am 5. Januar 2022 abgehalten.

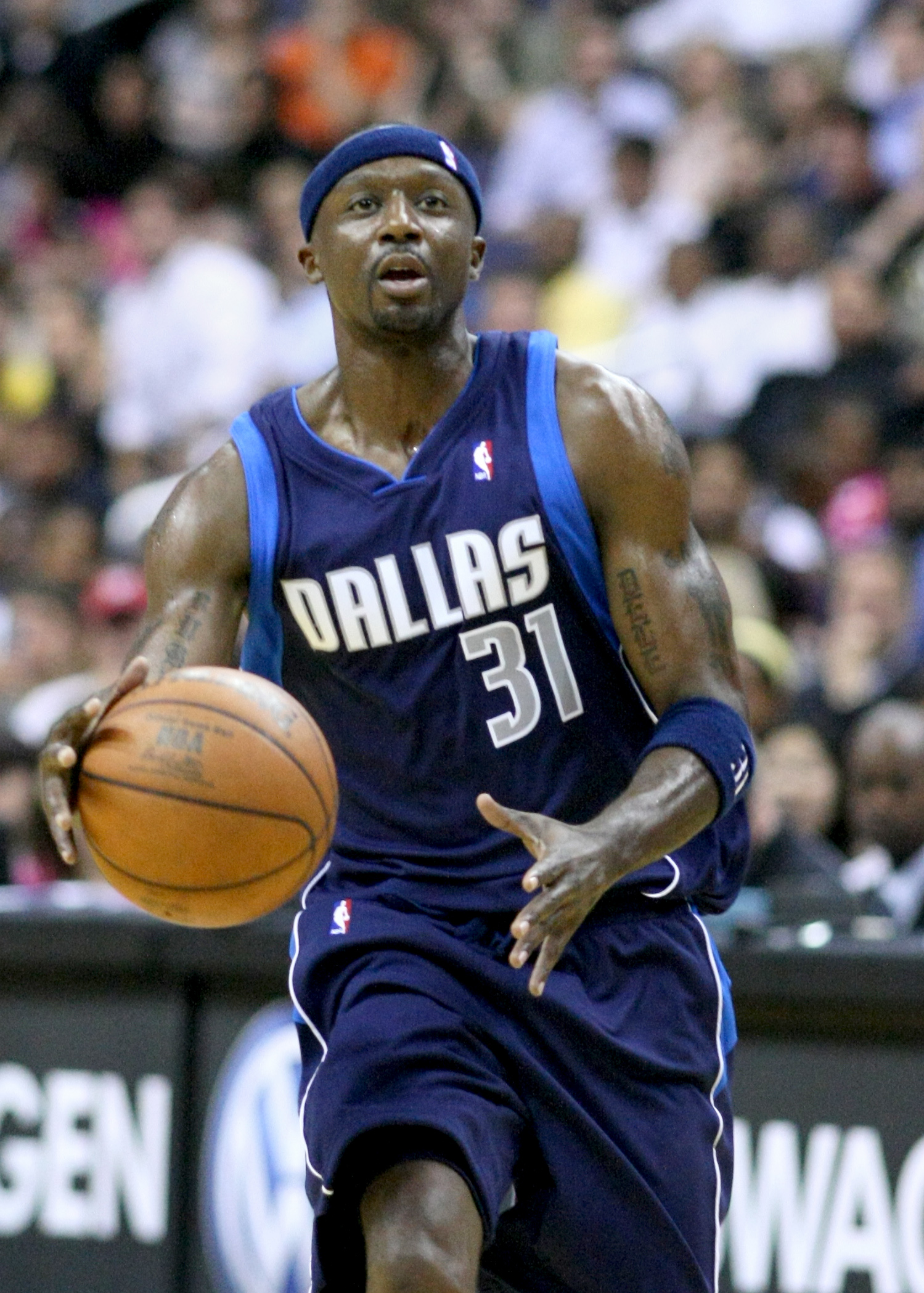
Jason Terry wurde in der Saison 2008/09 zum NBA Sixth Man of the Year gewählt

| Nr. | Nat.               | Name             | Position       | Zeit                          |
| --- | ------------------ | ---------------- | -------------- | ----------------------------- |
| 12  | Vereinigte Staaten | Derek Harper     | Guard          | 1983–1994, 1996–1997          |
| 15  | Vereinigte Staaten | Brad Davis       | Guard          | 1980–1992                     |
| 22  | Vereinigte Staaten | Rolando Blackman | Guard          | 1981–1992                     |
| 24  | Vereinigte Staaten | Kobe Bryant      | Guard          | ligaweit, LA Lakers 1996–2016 |
| 41  | Deutschland        | Dirk Nowitzki    | Center/Forward | 1998–2019                     |

| Nat.               | Name             | Position      | Jahr                       |
| ------------------ | ---------------- | ------------- | -------------------------- |
| Vereinigte Staaten | Mark Aguirre     | Forward       | 1984, 1987–1988            |
| Vereinigte Staaten | Rolando Blackman | Guard         | 1985–1987, 1990            |
| Vereinigte Staaten | James Donaldson  | Center        | 1988                       |
| Vereinigte Staaten | Jason Kidd       | Guard         | 1996, 2010                 |
| Vereinigte Staaten | Chris Gatling    | Forward       | 1997                       |
| Vereinigte Staaten | Michael Finley   | Guard/Forward | 2000–2001                  |
| Kanada             | Steve Nash       | Guard         | 2002–2003                  |
| Deutschland        | Dirk Nowitzki    | Forward       | 2002–2012, 2014–2015, 2019 |
| Vereinigte Staaten | Josh Howard      | Forward       | 2007                       |
| Slowenien          | Luka Dončić      | Guard/Forward | 2020–2024                  |

| Name           | Auszeichnung                      | Jahr |
| -------------- | --------------------------------- | ---- |
| Dirk Nowitzki  | NBA Most Valuable Player          | 2007 |
| Dirk Nowitzki  | NBA Finals MVP                    | 2011 |
| Luka Dončić    | NBA Western Conference Finals MVP | 2024 |
| Roy Tarpley    | NBA Sixth Man of the Year         | 1988 |
| Antawn Jamison | NBA Sixth Man of the Year         | 2004 |
| Jason Terry    | NBA Sixth Man of the Year         | 2009 |
| Jason Kidd     | NBA Rookie of the Year            | 1995 |
| Luka Dončić    | NBA Rookie of the Year            | 2019 |
| Jason Kidd     | NBA Sportsmanship Award           | 2012 |
| Avery Johnson  | NBA Coach of the Year             | 2006 |

## Cheftrainer
Die folgende Cheftrainer hatten die Dallas Mavericks in ihrer Geschichte:
1. Dick Motta, 1980–1987
2. John MacLeod, 1987–1989
3. Richie Adubato, 1989–1992
4. Gar Heard, 1992–1993
5. Quinn Buckner, 1993–1994
6. Dick Motta, 1994–1996
7. Jim Cleamons, 1996–1997
8. Don Nelson, 1997–2005, wurde zum 50-jährigen NBA-Jubiläum in die Liste der Top 10 Cheftrainer der NBA Geschichte gewählt
9. Avery Johnson, 2005–2008, erreichte eine Siegquote von 73,5 % und wurde in der Saison 2005–2006 zum NBA Cheftrainer des Jahres gewählt, als er mit den Mavericks die NBA-Finals erreichte
10. Rick Carlisle, 2008–2021, gewann mit den Mavericks 2011 die NBA-Meisterschaft
11. Jason Kidd, 2021 – heute

## Stadien
| Beginn | Ende | Stadion                  |
| ------ | ---- | ------------------------ |
| 1980   | 2001 | Reunion Arena            |
| 2001   | —    | American Airlines Center |

## Statistiken

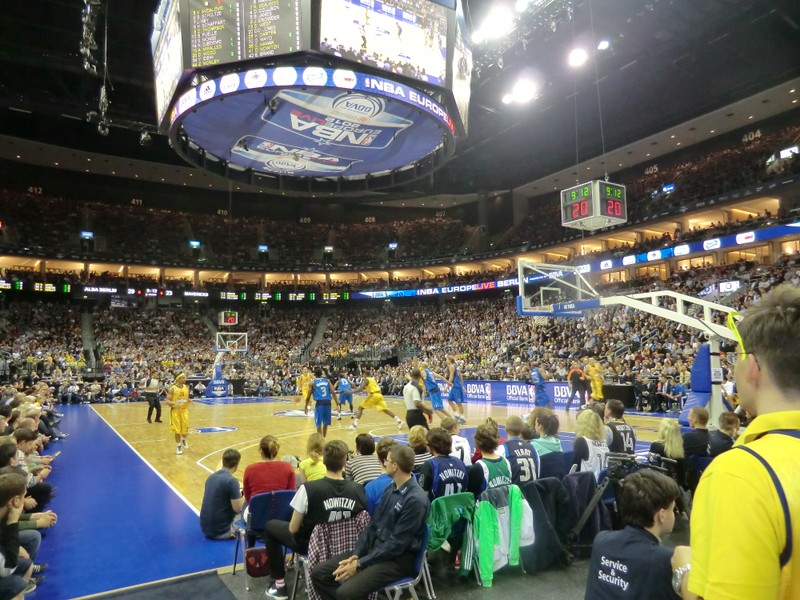
Spiel der Mavericks gegen ALBA Berlin während der NBA Europe Live Tour 2012.

| Jahr      | Siege:Niederlagen | Siege [%] | Play-offs                                                             |
| --------- | ----------------- | --------- | --------------------------------------------------------------------- |
| 1980/81   | 15:67             | 18,3      | Nicht für die Play-offs qualifiziert                                  |
| 1981/82   | 28:54             | 34,1      | Nicht für die Play-offs qualifiziert                                  |
| 1982/83   | 38:44             | 46,3      | Nicht für die Play-offs qualifiziert                                  |
| 1983/84   | 43:39             | 52,4      | 1:4 in den Western Conference-Halbfinals gegen die Los Angeles Lakers |
| 1984/85   | 44:38             | 53,7      | 1:3 in der ersten Runde gegen die Portland Trail Blazers              |
| 1985/86   | 44:38             | 53,7      | 2:4 in den Western Conference-Halbfinals gegen die Los Angeles Lakers |
| 1986/87   | 55:27             | 67,1      | 1:3 in der ersten Runde gegen die Seattle SuperSonics                 |
| 1987/88   | 53:29             | 64,6      | 3:4 in den Western Conference-Finals gegen die Los Angeles Lakers     |
| 1988/89   | 38:44             | 46,3      | Nicht für die Play-offs qualifiziert                                  |
| 1989/90   | 47:35             | 57,3      | 0:3 in der ersten Runde gegen die Portland Trail Blazers              |
| 1990/91   | 28:54             | 34,1      | Nicht für die Play-offs qualifiziert                                  |
| 1991/92   | 22:60             | 26,8      | Nicht für die Play-offs qualifiziert                                  |
| 1992/93   | 11:71             | 13,4      | Nicht für die Play-offs qualifiziert                                  |
| 1993/94   | 13:69             | 15,9      | Nicht für die Play-offs qualifiziert                                  |
| 1994/95   | 36:46             | 43,9      | Nicht für die Play-offs qualifiziert                                  |
| 1995/96   | 26:56             | 31,7      | Nicht für die Play-offs qualifiziert                                  |
| 1996/97   | 24:58             | 29,3      | Nicht für die Play-offs qualifiziert                                  |
| 1997/98   | 20:62             | 24,4      | Nicht für die Play-offs qualifiziert                                  |
| 1998/99   | 19:31             | 38,0      | Nicht für die Play-offs qualifiziert                                  |
| 1999/2000 | 40:42             | 48,8      | Nicht für die Play-offs qualifiziert                                  |
| 2000/01   | 53:29             | 64,6      | 1:4 in den Western Conference-Halbfinals gegen die San Antonio Spurs  |
| 2001/02   | 57:25             | 69,5      | 1:4 in den Western Conference-Halbfinals gegen die Sacramento Kings   |
| 2002/03   | 60:22             | 73,2      | 2:4 in den Western Conference-Finals gegen die San Antonio Spurs      |
| 2003/04   | 52:30             | 63,4      | 1:4 in der ersten Runde gegen die Sacramento Kings                    |
| 2004/05   | 58:24             | 70,7      | 2:4 in den Western Conference-Halbfinals gegen die Phoenix Suns       |
| 2005/06   | 60:22             | 73,2      | 2:4 in den NBA-Finals gegen die Miami Heat                            |
| 2006/07   | 67:15             | 81,7      | 2:4 in der ersten Runde gegen die Golden State Warriors               |
| 2007/08   | 51:31             | 62,2      | 1:4 in der ersten Runde gegen die New Orleans Hornets                 |
| 2008/09   | 50:32             | 61,0      | 1:4 in den Western Conference-Halbfinals gegen die Denver Nuggets     |
| 2009/10   | 55:27             | 67,1      | 2:4 in der ersten Runde gegen die San Antonio Spurs                   |
| 2010/11   | 57:25             | 69,5      | NBA-Meister mit 4:2 gegen die Miami Heat                              |
| 2011/12   | 36:30             | 54,5      | 0:4 in der ersten Runde gegen den Oklahoma City Thunder               |
| 2012/13   | 41:41             | 50,0      | Nicht für die Play-offs qualifiziert                                  |
| 2013/14   | 49:33             | 59,8      | 3:4 in der ersten Runde gegen die San Antonio Spurs                   |
| 2014/15   | 50:32             | 61,0      | 1:4 in der ersten Runde gegen die Houston Rockets                     |
| 2015/16   | 42:40             | 51,2      | 1:4 in der ersten Runde gegen den Oklahoma City Thunder               |
| 2016/17   | 33:49             | 40,2      | Nicht für die Play-offs qualifiziert                                  |
| 2017/18   | 24:58             | 29,3      | Nicht für die Play-offs qualifiziert                                  |
| 2018/19   | 33:49             | 40,2      | Nicht für die Play-offs qualifiziert                                  |
| 2019/20   | 42:32             | 57,3      | 2:4 in der ersten Runde gegen die Los Angeles Clippers                |
| 2020/21   | 42:30             | 58,3      | 3:4 in der ersten Runde gegen die Los Angeles Clippers                |
| 2021/22   | 52:30             | 63,4      | 1:4 in den Western Conference-Finals gegen die Golden State Warriors  |
| 2022/23   | 38:44             | 46,3      | Nicht für die Play-offs qualifiziert                                  |
| 2023/24   | 50:32             | 61,0      | 1:4 in den NBA-Finals gegen die Boston Celtics                        |
| 2024/25   | 39:43             | 47,6      | Nicht für die Play-offs qualifiziert in den Play-ins                  |
| Gesamt    | 1836:1690         | 52,1      | 106:126 in den Play-offs (45,7 %) – 1 NBA-Meisterschaft               |